# هوبره آبی‌رنگ
هوبره آبی‌رنگ (نام علمی: Eupodotis coerulescens) نام یک گونه از سرده هوبره‌های ساوانا است.